# 윌러 오크맨

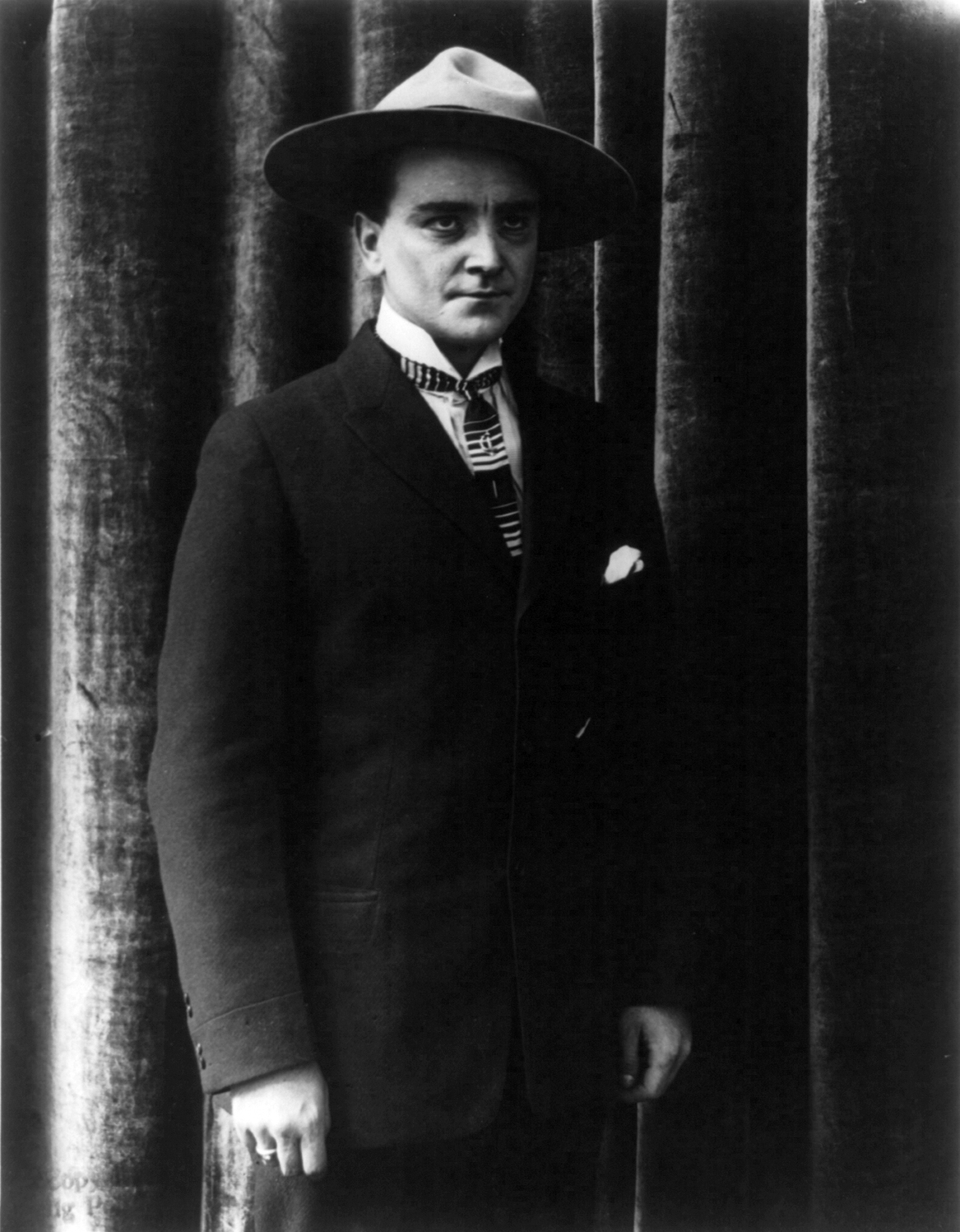

윌러 오크맨(Wheeler Vivian Oakman, 1890년 2월 21일 ~ 1949년 3월 19일)은 미국의 배우, 영화배우이다.
워싱턴 D.C.에서 태어났으며 밴나이즈에서 사망하였다. 사인은 심근 경색이다.

## 영화
- 슈퍼맨 - 48년작 (1948년)
- 유인원 인간 (1943년)
- 캠퍼스 리듬 (1943년)
- 벅 로저스 (1939년)
- 돌아온 론 레인저 (1939년)
- 플래시 고든의 화성 여행 (1938년)
- 애너폴리스 페어웰 (1935년)
- 쇼 오브 쇼 (1929년)
- 온 위드 더 쇼! (1929년)
- 더 하트 오브 브로드웨이 (1928년)
- 아웃사이드 더 로우 (1920년)